# Milan Iloski
Milan Iloski (in macedone Милан Илоски?; Escondido, 29 luglio 1999) è un calciatore statunitense, attaccante del Philadelphia Union.

## Biografia
Nato negli Stati Uniti da genitori di origine macedone, anche i suoi due fratelli maggiori Brian ed Eric sono calciatori professionisti.

## Carriera
Ha iniziato a giocare a calcio con il Real Salt Lake AZ per poi militare ad UCLA Bruins nella NCAA; sempre in quel periodo, ha giocato alcuni incontri in USL League Two con le maglie di Golden State Force ed Ogden City.
Il 15 gennaio 2020 ha firmato un contratto con il Real Salt Lake come Homegrown Player ed il 7 marzo ha debuttato con i Real Monarchs, la squadra riserve della franchigia utahna, nell'incontro di USL Championship perso 1-0 contro il San Antonio FC. Il 10 settembre dello stesso anno ha esordito anche in MLS nell'incontro vinto 3-0 contro il Los Angeles FC. Il 22 febbraio 2022 è stato ceduto a titolo definitivo all'Orange County; con il club californiano ha disputato due stagioni da protagonista assoluto, vincendo la classifica marcatori di USL Championship nel 2022, con 22 reti in 31 incontri.
Il 12 settembre 2023 è stato acquistato a titolo definitivo dal Nordsjælland, club della prima divisione danese, con un contratto valido a partire dalla successiva sessione invernale di calciomercato; rimasto inutilizzato nei primi sei mesi, nella stagione 2024-2025 ha iniziato a giocare con maggior frequenza.
Il 2 aprile 2025 è stato ceduto in prestito al San Diego.
Il 5 agosto 2025 si trasferisce a titolo definitivo al Philadelphia Union.

## Statistiche

### Presenze e reti nei club
Statistiche aggiornate al 5 agosto 2025.
| Stagione             | Squadra              | Campionato           | Campionato | Campionato | Coppe nazionali | Coppe nazionali | Coppe nazionali | Coppe continentali | Coppe continentali | Coppe continentali | Altre coppe | Altre coppe | Altre coppe | Totale | Totale | Totale |
| Stagione             | Squadra              | Comp                 | Pres       | Reti       | Comp            | Pres            | Reti            | Comp               | Pres               | Reti               | Comp        | Pres        | Reti        | Pres   | Reti   |        |
| -------------------- | -------------------- | -------------------- | ---------- | ---------- | --------------- | --------------- | --------------- | ------------------ | ------------------ | ------------------ | ----------- | ----------- | ----------- | ------ | ------ | ------ |
| 2018                 | Golden State Force   | PDL                  | 1          | 0          | -               | -               | -               | -                  | -                  | -                  | -           | -           | -           | 1      | 0      |        |
| 2019                 | Ogden City           | USL2                 | 4          | 1          | -               | -               | -               | -                  | -                  | -                  | -           | -           | -           | 4      | 1      |        |
| 2020                 | Real Monarchs        | USL                  | 1          | 0          | -               | -               | -               | -                  | -                  | -                  | -           | -           | -           | 1      | 0      |        |
| 2021                 | Real Monarchs        | USL                  | 18         | 5          | -               | -               | -               | -                  | -                  | -                  | -           | -           | -           | 18     | 5      |        |
| 2020                 | Real Salt Lake       | MLS                  | 1          | 0          | -               | -               | -               | -                  | -                  | -                  | -           | -           | -           | 1      | 0      |        |
| 2021                 | Real Salt Lake       | MLS                  | 1          | 0          | -               | -               | -               | -                  | -                  | -                  | -           | -           | -           | 1      | 0      |        |
| 2022                 | Orange County        | USL                  | 31         | 22         | USCup           | 2               | 1               | -                  | -                  | -                  | -           | -           | -           | 33     | 23     |        |
| 2023                 | Orange County        | USL                  | 33         | 16         | USCup           | 2               | 3               | -                  | -                  | -                  | -           | -           | -           | 35     | 19     |        |
| 2024-2025            | Nordsjælland         | SL                   | 16         | 2          | CD              | 2               | 0               | -                  | -                  | -                  | -           | -           | -           | 18     | 2      |        |
| gen.-giu. 2025       | San Diego            | MLS                  | 14         | 10         | USCup           | 0               | 0               | -                  | -                  | -                  | LC          | 0           | 0           | 14     | 10     |        |
| lug.-ago. 2025       | Nordsjælland         | SL                   | 1          | 0          | CD              | 0               | 0               | -                  | -                  | -                  | -           | -           | -           | 1      | 0      |        |
| Totale Nordsjaelland | Totale Nordsjaelland | Totale Nordsjaelland | 17         | 2          |                 | 2               | 0               |                    | -                  | -                  |             | -           | -           | 19     | 0      |        |
| ago.-dic. 2025       | Philadelphia Union   | MLS                  | -          | -          | USCup           | -               | -               | -                  | -                  | -                  | LC          | -           | -           | -      | -      |        |
| Totale carriera      | Totale carriera      | Totale carriera      | 121        | 57         |                 | 6               | 4               |                    | -                  | -                  |             | 0           | 0           | 127    | 60     |        |

## Palmarès

### Individuale
- Capocannoniere dell'USL Championship: 1

Orange County SC: 2022 (22 gol)